# Sphagnum macrophyllum
Sphagnum macrophyllum  là một loài rêu trong họ Sphagnaceae. Loài này được Bernh. ex Brid. mô tả khoa học đầu tiên năm 1826.